# Роздзеле (гмина Липинки)

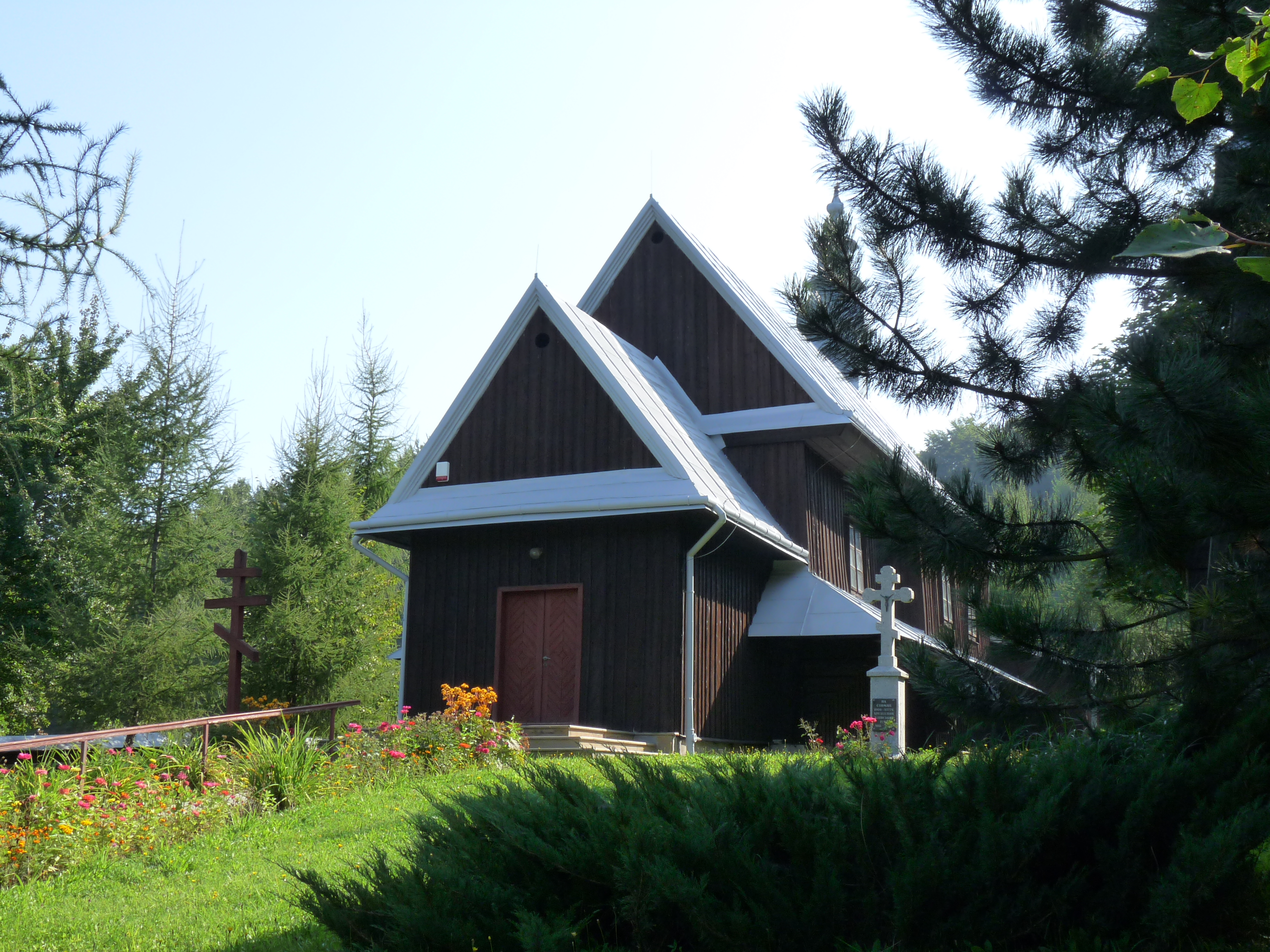
Церковь Рождества Пресвятой Богородицы, Роздзеле, Польша

Роздзе́ле (русин. Розділє, пол. Rozdziele) — село в Польше, находящееся на территории гмины Липинки Горлицкого повята Малопольского воеводства.

## География
Село находится в 4 км от административного центра села Липинки, в 10 км от города Горлице и в 108 км от Кракова.

## История
В селе до Второй мировой войны проживали лемки, которые в 1946—1947 годах были переселены во время операции «Висла» на западные территории Польши.
С 1978 по 1998 год село административно входило в Кросненское воеводство.

## Достопримечательности
- Церковь Рождества Пресвятой Богородицы — грекокатолическая церковь.
- Церковь Рождества Пресвятой Богородицы — православная церковь, датируемая 1756 годом. Ранее находилась в селе Середница, откуда была перенесена в Роздзеле в 1985 году.